# Rechberghausen

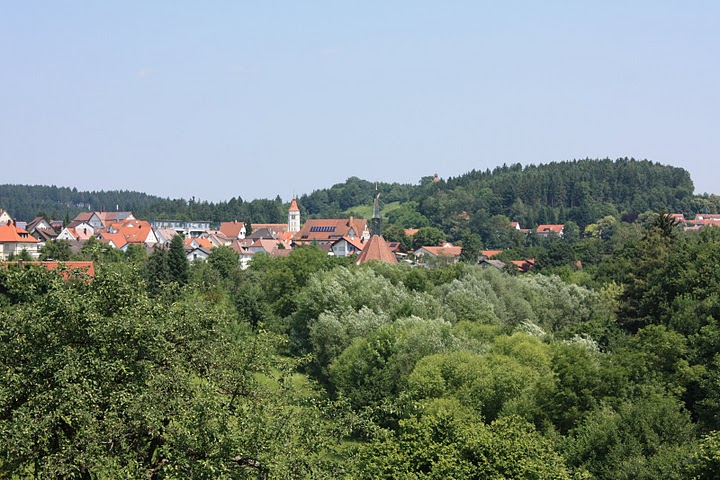
Rechberghausen

Rechberghausen è un comune tedesco di 5 532 abitanti, situato nel land del Baden-Württemberg.